# لويس أماريلا
لويس أماريلا (بالإسبانية: Luis Amarilla) هو مدرب كرة قدم ولاعب كرة قدم باراغواياني في مركز الهجوم، ولد في 25 أغسطس 1995 في أريغوا في باراغواي. شارك مع منتخب باراغواي تحت 20 سنة لكرة القدم. أما مع النوادي، فقد لعب مع نادي ليبرتاد.

## وصلات خارجية
- لويس أماريلا على موقع الدوري الأمريكي (الإنجليزية)
- لويس أماريلا على موقع قاعدة بيانات كرة القدم.إي يو (الإنجليزية)
- لويس أماريلا على موقع Soccerbase.com (لاعب) (الإنجليزية)
- لويس أماريلا على موقع Soccerway.com (الإنجليزية)
- لويس أماريلا على موقع AS.com (الإسبانية)